# Umanamente uomo: il sogno
Umanamente uomo: il sogno — шестой студийный альбом итальянского певца и автора песен Лучо Баттисти, выпущенный 24 апреля 1972 года на лейбле Numero Uno. Альбом занял первое место в итальянском хит-параде, проведя на вершине десять недель подряд. В поддержку альбома был выпущен сингл «I giardini di marzo», который также возглавил итальянский хит-парад.

## Список композиций
Все тексты написаны Моголом, вся музыка написана Лучо Баттисти.
| №  | Название                    | Длительность |
| -- | --------------------------- | ------------ |
| 1. | «I giardini di marzo»       | 5:33         |
| 2. | «Innocenti evasioni»        | 3:48         |
| 3. | «E penso a te»              | 4:18         |
| 4. | «Umanamente uomo: il sogno» | 3:24         |

| №  | Название                | Длительность |
| -- | ----------------------- | ------------ |
| 1. | «Comunque bella»        | 3:53         |
| 2. | «Il leone e la gallina» | 3:32         |
| 3. | «Sognando e risognando» | 5:17         |
| 4. | «Il fuoco»              | 4:10         |

| №  | Название              | Длительность |
| -- | --------------------- | ------------ |
| 1. | «Anche per te»        | 4:30         |
| 2. | «La canzone del sole» | 5:23         |

## Участники записи
- Лучо Баттисти — вокал, гитары, фортепиано, wah-wah
- Массимо Лука[итал.] — гитары
- Эудженио Гуарраия — электрогитара
- Энждел Сальвадор — бас-гитара
- Тони Чикко[итал.] — барабаны, перкуссия, бэк-вокал
- Дарио Балдан Бембо[итал.] — орган Хаммонда, фортепиано, родес-пиано
- Джан Пьеро Ревербьери[итал.] — аранжировки
- Марио Лавецци[итал.] — бэк-вокал
- Оскар Пруденте[итал.] — бэк-вокал
- Бабель Дуглас — бэк-вокал
- Барбара Микелин — бэк-вокал
- Сара[итал.] — бэк-вокал

## Чарты
| Чарт (1972–73)           | Высшая позиция |
| ------------------------ | -------------- |
| Италия (Musica e dischi) | 1              |